# Badminton 1976
Höhepunkte des Badmintonjahres 1976 waren der Thomas Cup 1976 sowie die All England, die Irish Open, die Scottish Open, die German Open, die Dutch Open, die Denmark Open, die French Open und die Europameisterschaft.
==Internationale Veranstaltungen ==
| Veranstaltung | Herreneinzel   | Dameneinzel   | Herrendoppel                  | Damendoppel                      | Mixed                       |
| ------------- | -------------- | ------------- | ----------------------------- | -------------------------------- | --------------------------- |
| All England   | Rudy Hartono   | Gillian Gilks | Bengt Fröman Thomas Kihlström | Gillian Gilks Sue Pound Whetnall | Derek Talbot Gillian Gilks  |
| Denmark Open  | Svend Pri      | Lene Køppen   | David Eddy Eddy Sutton        | Joke van Beusekom Marjan Luesken | Steen Skovgaard Lene Køppen |
| French Open   | Peter Penneket | Yu Yuk Geor   | David Hunt Peter Penneket     | Lim Shour Yu Yuk Geor            | Liao Kun-fu Lim Shour       |
| German Open   | Paul Whetnall  | Gillian Gilks | Bengt Fröman Thomas Kihlström | Gillian Gilks Susan Whetnall     | Mike Tredgett Nora Gardner  |
| Swedish Open  | Sture Johnsson | Gillian Gilks | Flemming Delfs Elo Hansen     | Margaret Beck Gillian Gilks      | Steen Skovgaard Lene Køppen |